# 구이중학교
구이중학교(九耳中學校)는 대한민국 전북특별자치도 완주군 구이면 원기리에 있는 공립 중학교이다.

## 학교 연혁
- 1969년 10월 14일 : 구이중학교 설립인가(12학급)
- 1970년 3월 10일 : 개교 3학급 편성
- 1973년 1월 19일 : 제1회 졸업
- 2024년 2월 7일 : 제52회 졸업식(39명 졸업, 총 8,108명 졸업)
- 2024년 3월 1일 : 제19대 서정희 교장 부임
- 2024년 3월 4일 : 입학식(신입생 22명)

## 참고 자료
- 구이중학교 - 한국교육학술정보원 학교알리미